# Patrick Weiss
Patrick Weiss, né le 10 mars 1961 à Golbey, est un footballeur français, évoluant au poste d'attaquant central. Il joue au SAS Épinal et à l'ASOA Valence du début des années 1980 au milieu des années 1990.

## Biographie

### Carrière
Né dans le département des Vosges, Patrick Weiss signe son premier contrat professionnel, en signant au Stade athlétique spinalien. En l'espace de dix saisons, il devient une figure emblématique du club d'Épinal, en participant à des centaines de matchs et, en devenant le meilleur buteur du club de tous les temps (196 buts).
À la fin de la saison 1991-1992, il part du club pour s'engager avec l'ASOA Valence. En quatre saisons, il participe à plus d'une centaine de matchs pour un total de cinquante buts. Au terme de la saison 1995-1996, il met un terme à sa carrière professionnelle, à l'âge de 35 ans.
Après sa retraite professionnelle, il joue une saison (1996-1997) dans le club amateur de la ville d'Annonay.

### Vie privée
Depuis son transfert à Valence en 1992, il réside dans cette ville. Marié et père de deux enfants, il devient, après sa retraite sportive, chef de projet chargé de l'évènementiel.